# Pakketreis
Een pakketreis is een reis waarbij verschillende losse onderdelen door dezelfde aanbieder als één pakket worden aangeboden. Onderdelen van een pakket kunnen zijn vlucht, accommodatie, transfer en andere services, zoals een huurauto of excursie. Een reis geldt als pakketreis wanneer twee of meer van deze onderdelen worden aangeboden in hetzelfde pakket. Een pakketreis wordt vaak samengesteld en aangeboden door een touroperator, online of via een reisbureau. Het is een snelle, eenvoudige en veilige manier om een reis te boeken. Vooraf is gebundelde informatie te raadplegen over de bestemming, transport en accommodatie. Er is één aanspreekpunt in geval van problemen, ook op de reisbestemming is de aanbieder aansprakelijk voor het goede verloop van elk onderdeel van het pakket. Je bent als reiziger bovendien beschermd bij faillissement van de organisator als deze aangesloten is bij een garantiefonds of in Nederland ook bij het calamiteitenfonds. Tijdens de coronapandemie bleek dat wie zijn pakketreis geannuleerd zag, recht had op een terugbetaling, voucher of verschuiving van de reis.  
Of een pakketreis goedkoper of net duurder is,  hangt af van verschillende factoren. Alle reisonderdelen apart boeken biedt meer flexibiliteit en keuze en kan interessanter zijn voor wie graag onafhankelijk zijn reis samenstelt. Beide formules hebben voor- en nadelen.  
Er is een verschil tussen een pakketreis en een gekoppeld reisarrangement, waarbij de organisatoren aan minder regels moeten voldoen. Bij een gekoppelde reis worden afzonderlijke overeenkomsten gesloten met verschillende bedrijven, die wel met elkaar samenwerken. Bij het boeken van vliegtickets kan je bijvoorbeeld doorverwezen worden naar een site van huurauto's of hotels. 
Sinds 1 januari 2018 is er een vernieuwde richtlijn pakketreizen van kracht, die geldt voor alle lidstaten van de Europese Unie.

## Europese Richtlijn Pakketreizen
De nieuwe Europese Richtlijn Pakketreizen ging officieel in 2016 van kracht. Vanaf die datum kregen de afzonderlijke lidstaten twee jaar de tijd om de nodige aanpassingen in de wetgeving te maken. Vervolgens hadden reisondernemingen zes maanden de tijd om zich aan te passen aan deze nieuwe richtlijnen. Sinds 1 juli 2018 moeten alle reisorganisaties handelen volgens de nieuwe richtlijnen. Volgens de nieuwe wet valt een reis onder de richtlijn pakketreizen wanneer deze valt onder één of meer van de volgende zes definities:
- Meerdere reisdiensten worden gecombineerd door dezelfde aanbieder.
- Twee of meer reisdiensten worden afzonderlijk afgesloten maar wel bij hetzelfde verkooppunt afgenomen.
- Verschillende reisdiensten worden gefactureerd onder een totaalprijs.
- Verschillende reisdiensten worden aangeboden onder de term pakketreis.
- Reisdiensten worden, nadat er een overeenkomst is afgesloten, gecombineerd.
- De reisdiensten worden via onderling verbonden online boekingsprocedures afgenomen. Hierbij moeten de naam, betalingsgegevens en het e-mailadres van de reiziger binnen 24 uur worden doorgegeven van de ene naar de andere aanbieder.

Er wordt een uitzondering gemaakt wanneer alleen het vervoer of de accommodatie wordt gecombineerd met een toeristische dienst en deze dienst minder dan 25% van de aankoopwaarde van deze combinatie is en tevens geen essentieel kenmerk van de reis vormt. In deze gevallen geldt het niet als een pakketreis.
De richtlijn heeft als doel dat aanbieders van pakketreizen maatregelen nemen om reizigers in voldoende mate te beschermen. Er moet adequaat gereageerd worden bij schade of klachten tijdens de reis en de organisator is verplicht  bijstand te verlenen indien de situatie daar om vraagt. Een belangrijke verplichting is de bescherming van de reiziger tegen faillissement van de aanbieder.